# Genoteca
Una genoteca è una collezione di geni o di frammenti genici o genomici, ciascuno clonato in un vettore di clonaggio.
Un aspetto importante di una libreria genica è la sua rappresentatività: infatti si dice rappresentativa quando contiene almeno una copia di tutte le possibili sequenze.
Esistono due tipi di librerie: quelle genomiche e quelle di DNA complementare (cDNA).

## Libreria genomica
Quando un DNA genomico viene estratto dalle cellule di un organismo, tagliato con un enzima di restrizione e la popolazione dei frammenti di DNA ottenuti viene clonata in vari vettori, si ottiene una collezione di cloni, contenente almeno una copia di tutte le sequenze di DNA presenti nel genoma. Tale collezione è definita libreria genomica o genoteca.
La frammentazione del DNA si può ottenere effettuando una digestione con una endonucleasi di restrizione e inserendo i frammenti ottenuti in un vettore appropriato; possibili problematiche legate a questa modalità d'azione sono, ad esempio, la possibilità che all'interno di uno stesso frammento vi siano più siti di restrizione dello stesso tipo, o l'eventualità che un gene sia troppo grande per essere contenuto in un frammento acquisibile da un vettore.
Pertanto, risulta più vantaggiosa la tecnica che prevede l'impiego di una miscela di due enzimi di restrizione, che vengono lasciati agire soltanto parzialmente, in modo da ottenere frammenti lunghi e con regioni sovrapposte.
I vettori utilizzati per l'inserzione dei frammenti di DNA genomico possono essere vettori basati sul fago lambda, o vettori ad alta capacità, come cosmidi, cromosomi artificiali batterici (BAC) e cromosomi artificiali di lievito (YAC).

## Genoteca di cDna
Imparentate alle genoteche genomiche sono le genoteche di DNA complementare (cDNA), dette anche "genoteche di espressione", collezioni di cloni contenenti molecole di DNA copiate dagli mRNA isolati dalle cellule. Il cDNA viene ottenuto mediante la reazione di retrotrascrizione.
In tali genoteche è clonato quindi il DNA privo delle regioni introniche e permettono quindi di analizzare la porzione codificante dei vari geni analizzati, nonché di diminuire notevolmente le dimensioni dei frammenti.
Risulta opportuno sottolineare che le genoteche a cDNA sono rappresentative del tipo di cellule in esame, delle loro condizioni e della loro espressione genica in atto, al contrario delle genoteche genomiche, che sono uguali fra loro, non dipendendo dai parametri suddetti.

## Screening di una genoteca
Lo screening delle genoteche (genomiche o di cDNA) può avvenire in diverse maniere ma soprattutto tramite:
- Ibridazione con sonde a DNA specifiche.
- PCR con primers specifici.
- Tecniche immunologiche

### Screening mediante ibridazione con sonde a DNA specifiche
Lo screening mediante ibridazione di sonde a DNA consiste nell'utilizzare sequenze oligonucleotidiche sintetiche a singolo filamento complementari al tratto di DNA che vogliamo isolare, in modo da poter avere un appaiamento tra i due filamenti che verranno successivamente individuati grazie a diversi metodi di visualizzazione (ex: autoradiografia).
L'ibridazione risulta funzionale in quanto facile da attuare mediante:
- variazione della temperatura (vedi Denaturazione del DNA);
- uso di alcali;

Questi due procedimenti causano la scissione dei legami idrogeno che congiungono le basi del DNA ma non intervengono a livello del legame fosfodiesterico dell'ossatura.
In generale per lo screening mediante ibridazione con sonde a DNA si procede:
1. Denaturando il DNA a doppio filamento e fissandone i filamenti divisi su una matrice di nitrocellulosa o di nylon.
2. Si aggiungono al campione di DNA fissato le sonde di oligonucleotidi sintetici a singolo filamento marcate con un cromoforo o un radioisotopo.
3. Le sequenze complementari, se presenti, si appaiano.
4. L'ibridazione viene verificata tramite autoradiografia o altri metodi di visualizzazione a seconda del tipo di sonda utilizzata.

Se la sonda non risulta essere complementare ad alcuna sequenza di DNA del campione, la prova dell'ibridazione viene ritenuta negativa.
Di norma le sonde possiedono delle dimensioni che possono rientrare tra 100 e 1000 bp, anche se possono essere utilizzate sonde di altre dimensioni.

### Screening mediante tecniche immunologiche
Se non si dispone di una sonda specifica per il gene da isolare, si può usare un metodo basato sugli anticorpi.
Si deve però avere a disposizione o un anticorpo specifico per la proteina di interesse oppure ottenerli con la tecnica dell'immunizzazione.
Una volta ottenuto l'anticorpo si opera nel seguente modo:
1. Si prendono i cloni della genoteca e tramite la tecnica del replica-plating (vedi Piastratura delle repliche) si trasferisce un campione di ogni clone su una membrana di nylon o nitrocellulosa.
2. Si lisano le cellule sulla membrana e si fissano le proteine del lisato (le proteine fissate costituiscono il proteoma dei cloni compresa l'eventuale proteina corrispondente al DNA esogeno che vi era stato inserito).
3. Si usa quindi l'anticorpo specifico che si lascia agire per un tempo necessario per l'instaurarsi del legame antigene-anticorpo.
4. Si lava l'eccesso di anticorpo che non si è legato.
5. Si aggiunge un anticorpo secondario che è un anti-anticorpo. Questa molecola ha il compito di riconoscere l'anticorpo specifico che è stato usato precedentemente e di solito è coniugato ad un enzima (per esempio la fosfatasi alcalina) o ad una sostanza cromogena.
6. Si lava l'eccesso di anticorpo secondario.
7. Si procede con l'identificazione della colonia di interesse o aggiungendo il substrato dell'enzima coniugato o facendo avvenire la reazione cromogena.

Si riesce a questo punto a risalire alla colonia o alle colonie contenenti l'inserto di mio interesse (spot luminoso o colorato corrispondente ad una determinata colonia).
Ora però bisogna analizzare tramite sequenziamento o altre tecniche l'inserto di DNA esogeno della colonia per verificare se esso contiene tutto il gene o solo parte di esso.

### Screening mediante attività di proteine
Esistono molte varianti di queste tecniche, ma la procedura di base è fondata sulla creazione di un saggio su piastra per l'identificazione di membri della genoteca che portano un gene funzionale per l'enzima espresso da un gene bersaglio che normalmente non viene prodotto nella cellula.
I protocolli si differenziano in base al tipo di gene bersaglio adoperato.
- Nel caso di un gene essenziale si procede con il rendere una linea cellulare knock out per il gene d'interesse e dopo la trasformazione delle cellule con il vettore recante il gene bersaglio, si selezionano le cellule che sopravvivono nel mezzo di coltura.
- Nel caso, invece, di un gene non espresso normalmente nella cellula ospite, si fanno saggi specifici per l'attività enzimatica d'interesse e si associano ottenendo una reazione cromogena o luminosa per avere una selezione del clone.